# Demi Vollering
Demi Vollering   (Pijnacker, 15 de novembre de 1996) és una ciclista neerlandesa. Des de la temporada 2025 corre per l'equip ciclista francès FDJ-Suez, de categoria UCI Women's Team i al qual arribà procedent de l'SD Worx.
Entre les seves victòries, destaquen el Tour de França de 2023, la La Vuelta Femenina 2024 i 2025, dues Lieja–Bastogne–Lieja (2021 i 2023), La Course by Le Tour de France (2021), la Volta al País Basc (2022, 2024 i 2025), el Tríptic de les Ardenes del 2023 (A través de Flandes, Amstel Gold Race i Lieja-Bastogne-Lieja), dues Strade Bianche (2023 i 2025) i el campionat dels Països Baixos en ruta (2023). També ha guanyat quatre etapes a la Vuelta a Espanya i tres al Tour de França.

## Resultats
- 2019
  - Vencedora d'una etapa del Gran Premi Elsy Jacobs
  -  1a al Giro de l'Emília femení
  - 1a a la Volta Limburg Classic
- 2021
  - 1a a la Lieja-Bastogne-Lieja* 
  - 1a a la La Course by Le Tour de France
  - 1a al The Women's Tour i vencedora d'una etapa
- 2022
  - 1a a la Fletxa Brabançona
  - 1a a la Volta al País Basc i vencedora de tres etapes
  - Vencedora d'una etapa a la Volta a Burgos
- 2023
  -  Campiona dels Països Baixos en ruta
  - 1a a la Strade Bianche
  - 1a a l'A través de Flandes
  - 1a a l'Amstel Gold Race
  - 1a a la Fletxa Valona
  - 1a a la Lieja-Bastogne-Lieja
  - Vencedora de dues etapes a la Volta a Espanya
  - Vencedora de dues etapes a la Volta al País Basc
  - 1a a la Volta a Burgos i vencedora de dues etapes
  -  1a al Tour de França i vencedora d'una etapa
  - 1a al Tour de Romandia i vencedora d'una etapa
- 2024
  -  1a a la Volta a Espanya i vencedora de dues etapes
  - 1a a la Volta al País Basc i vencedora d'una etapa
  - 1a a la Volta a Burgos i vencedora de dues etapes
  - 1a a la Volta a Suïssa i vencedora de tres etapes
  - Vencedora de dues etapes al Tour de França
  - Vencedora d'una etapa al Tour de Romandia
- 2025
  - 1a la Setmana Ciclista Valenciana i vencedora d'una etapa
  - 1a a la Strade Bianche
  -  1a a la Volta a Espanya i vencedora de dues etapes
  - 1a a la Volta al País Basc i vencedora d'una etapa
  - 1a a la Volta a Catalunya femenina i vencedora d'una etapa

### Resultats a les Grans Voltes

#### Giro d'Itàlia
- 2019: 13a posició
- 2021: 3a posició

#### Tour de França
- 2022: 2a posició.  Vencedora de la classificació de la muntanya.
- 2023:  Vencedora de la classificació general. Vencedora de la 7a etapa.  Porta el mallot groc dos dies.
- 2024: 2a posició. Vencedora de la 3a i 7a etapa.  Porta el mallot groc dos dies.
- 2025: 2a posició

#### Volta a Espanya
- 2023: 2a posició. Vencedora de la 5a i 7a etapa.  Porta el mallot de líder una etapa.
- 2024:  1a posició. Vencedora de la 5a i 8a etapa.  Porta el mallot de líder quatre etapes. Vencedora de la classificació de la muntanya.
- 2025:  1a posició. Vencedora de la 5a i 7a etapa.  Porta el mallot de líder tres etapes. Vencedora de la classificació de la muntanya.